# Козловский, Фелициан Антоний
Фелициан Антоний Козло́вский (пол. Felicjan Antoni Kozłowski; 1805—1870) — польский историк и филолог.
В 1825—1828 учился в Варшавском университете. Был в Варшаве учителем лицея и адъюнктом минц-кабинета при университете. Его главный труд: «Dzieje Mazowsza za panowania książąt» (Варшава, 1858). Напечатал также «Statystyka państw Europy» (Варшава, 1838), перевод нескольких диалогов Платона и др.